# Petzl
Pour les articles homonymes, voir Petzl (homonymie).
Petzl Distribution est une entreprise française produisant du matériel de montagne et de sécurité, ainsi que des lampes frontales, pour des activités sportives (escalade, alpinisme, spéléologie, etc.) et professionnelles (travaux en hauteur, secours en montagne, etc.).
Elle est basée à Crolles, à côté de Grenoble, en Isère. Elle a été fondée par Fernand Petzl, artisan et spéléologue, père de Paul Petzl, l'actuel président.
La marque Petzl est distribuée dans plus de cinquante pays.

## Histoire

### Origines
Né en 1913 à Fourchambault dans la Nièvre, Fernand Petzl s'installe avec sa famille en 1926 à Lancey, près de Grenoble, dans la vallée du Grésivaudan. En 1936, le jeune homme rencontre le spéléologue Pierre Chevalier, avec qui il se lance dans l’exploration de la dent de Crolles, en Chartreuse, grâce à du matériel fabriqué dans l’atelier de Fernand, devenu artisan-modeleur. Onze ans plus tard, Fernand Petzl et Pierre Chevalier mettent fin à leur exploration, après avoir identifié quatre traversées de la Dent de Crolles et ouvert 17 km de galeries.
À partir de 1953, Fernand Petzl s'intéresse à un autre massif proche de Grenoble, celui du Vercors, où le gouffre Berger vient d'être découvert sur le plateau du Sornin. Les spéléologues commencent à explorer ce réseau qui débouche aux Cuves de Sassenage. Fernand Petzl devient le chef de cette expédition, qui bat le record du monde de profondeur en atteignant la cote de moins 1 122 mètres en 1956,.
À partir de 1965, Fernand Petzl dirige la plupart des secours spéléo dans la région de Grenoble. Il fabrique une civière articulée pour l’évacuation des blessés.

### Premières productions
En 1967, Fernand Petzl commence à fabriquer des outils inventés par Bruno Dressler (bloqueurs, descendeurs, poulies), qui permettent d’abandonner progressivement les échelles en spéléologie. Ces produits commencent à être commercialisés à l'étranger à partir de 1973.
C'est également en 1972 que Fernand Petzl, aidé de ses fils Pierre et Paul, crée une lampe frontale « tout sur la tête » pour l’alpinisme, ainsi qu'une fixation de ski de randonnée. Trois ans plus tard, l'entreprise devient une SARL et s'installe dans de nouveaux locaux à Crolles avec ses cinq salariés.
Puis Petzl se lance en 1976 dans la confection des premiers harnais pour l’alpinisme et la spéléologie, en collaboration avec Jacques et Dany Lancelon.
La marque se fait peu à peu connaître pour les notices d'utilisation qu'elle fournit avec chaque produit, sous forme de dessins et de schémas. En 1986, elle se dote d’une tour d’essai à Crolles pour mettre au point et tester ses produits.

### Ouverture à l'international
À la fin des années 1980, l'entreprise développe sa communication et ses projets à l'international. En 1987 paraît la première publicité pour la marque avec le grimpeur français Patrick Edlinger, grande figure de l'escalade libre de haut niveau. En 1989, c'est la grimpeuse américaine Lynn Hill qui commence à être soutenue par Petzl. La même année, Nanette Raybaud et Simon Nadin, du team Petzl, remportent la première Coupe du monde d’escalade à Snowbird (États-Unis).
Petzl crée sa première filiale à l'étranger en 1991, aux États-Unis. Elle deviendra Petzl America en 1999 (Salt Lake City).
Au cours de ces années 1990, Petzl développe aussi sa notoriété grâce à la mise en vente en 1991 de l'assureur Grigri. L'entreprise crée ses premiers équipements spécifiques pour les travailleurs en hauteur et le secours en montagne, et inaugure en 1992 une unité de production textile à Eybens, près de Grenoble, dirigée par Jacques Lancelon.

### Années 2000
En 2000, Petzl rachète Charlet-Moser, spécialiste des piolets et crampons. Cette unité de production s'installe deux ans plus tard à Rotherens, en Savoie. Parallèlement à cet investissement dans le monde de la glace et de l'alpinisme, Petzl élargit sa gamme de lampes frontales en lançant en 2001 la TIKKA, première lampe compacte à led, qui rencontre un succès commercial au-delà du monde de la montagne.
En 2005, l'entreprise est contactée par les pompiers de New York, qui cherchent à disposer d'un système d'évacuation individuel efficace, après plusieurs accidents graves survenus dans leurs unités. Petzl crée un appareil baptisé Exo,.
Au cours de ces années 2000, Fernand Petzl meurt en 2003, l'entreprise affiche sa volonté de partager l'information technique en construisant en 2008 un centre de formation et d'expérimentation sur son site de Crolles. Une fondation Petzl est également créée en 2006 par Paul Petzl.
Au niveau communication, Petzl tente de fédérer la communauté des grimpeurs en créant des rassemblements dans le monde entier. Le premier Petzl RocTrip est ainsi organisé en 2002 sur la falaise du Boffi, près de Millau.
L'entreprise continue à grandir : en 2009, elle ouvre une usine en Malaisie (Petzl Manufacturing Malaysia), puis en 2014, deux filiales commerciales en Allemagne et en Espagne.
Son actualité est aussi marquée en 2011 par l'accident d’un utilisateur de longe Petzl sur la via ferrata de la Bastille à Grenoble, qui entraîne le rappel de toutes les longes Scorpio vendues dans le monde et la modification de nombreuses procédures de fabrication. L'entreprise a été relaxée dans cette affaire par la cour d'appel de Grenoble en 2013.
Le 11 février 2016, la société Petzl Production est radiée du registre du commerce.

## Production

### Domaines d'activité
Petzl fabrique du matériel qui s'utilise dans deux domaines :
- Le sport : matériel pour l'alpinisme, l'escalade, la spéléologie, la via ferrata, le canyonisme, le trail running…
- Le milieu professionnel : matériel pour les travaux en hauteur (travaux de plein vide, gréage, interventions sur toits et pentes, élagage, etc.) et le secours d'accès difficile (secours en montagne, secours pour travaux en hauteur et remontées mécaniques…).

### Produits

#### Produits de la verticalité
Petzl fabrique des produits permettant de progresser et de se maintenir dans un espace vertical : harnais, casques, mousquetons, assureurs, bloqueurs, cordes, crampons, piolets, broches à glace…
Le Grigri est l'un des produits les plus connus des utilisateurs. Cet assureur à freinage assisté pour l’escalade en falaise, créé en 1991, s'est vendu à près d'un million d'exemplaires.
Sur le marché professionnel, la société s'est fait connaître en 2005 en développant le système d’évacuation Exo à la demande des pompiers de New York, pour leur permettre de s’extraire rapidement d’un bâtiment en cas de danger.

#### Produits de l'éclairage

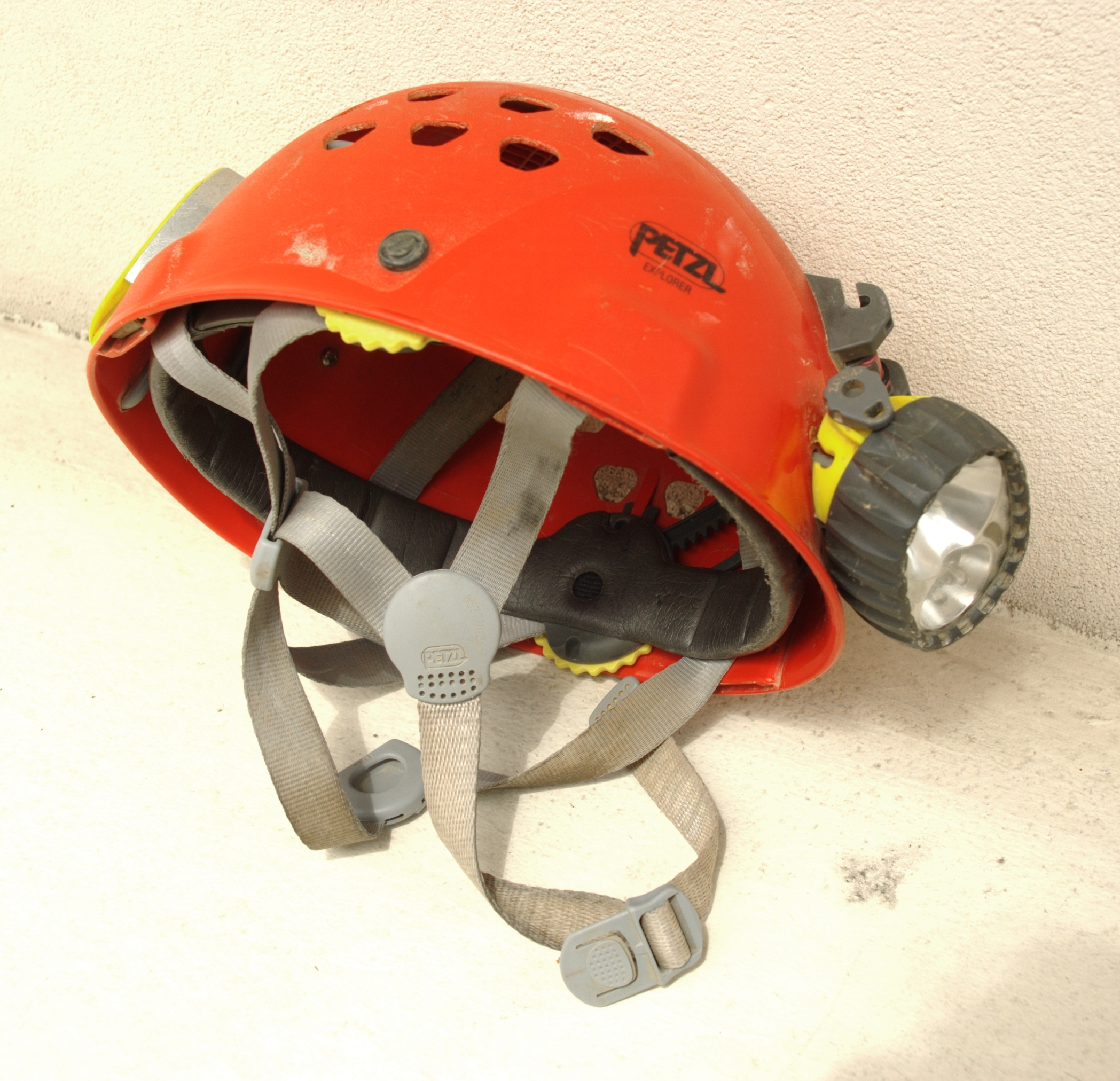
Casque de spéléologie : l'éclairage est assuré par une lampe à incandescence (lumière « chaude » de teinte jaune, diffuse) ou par des diodes électroluminescentes (lumière « dure » blanche, dirigée). Un support pour lampe à acétylène est également disponible.

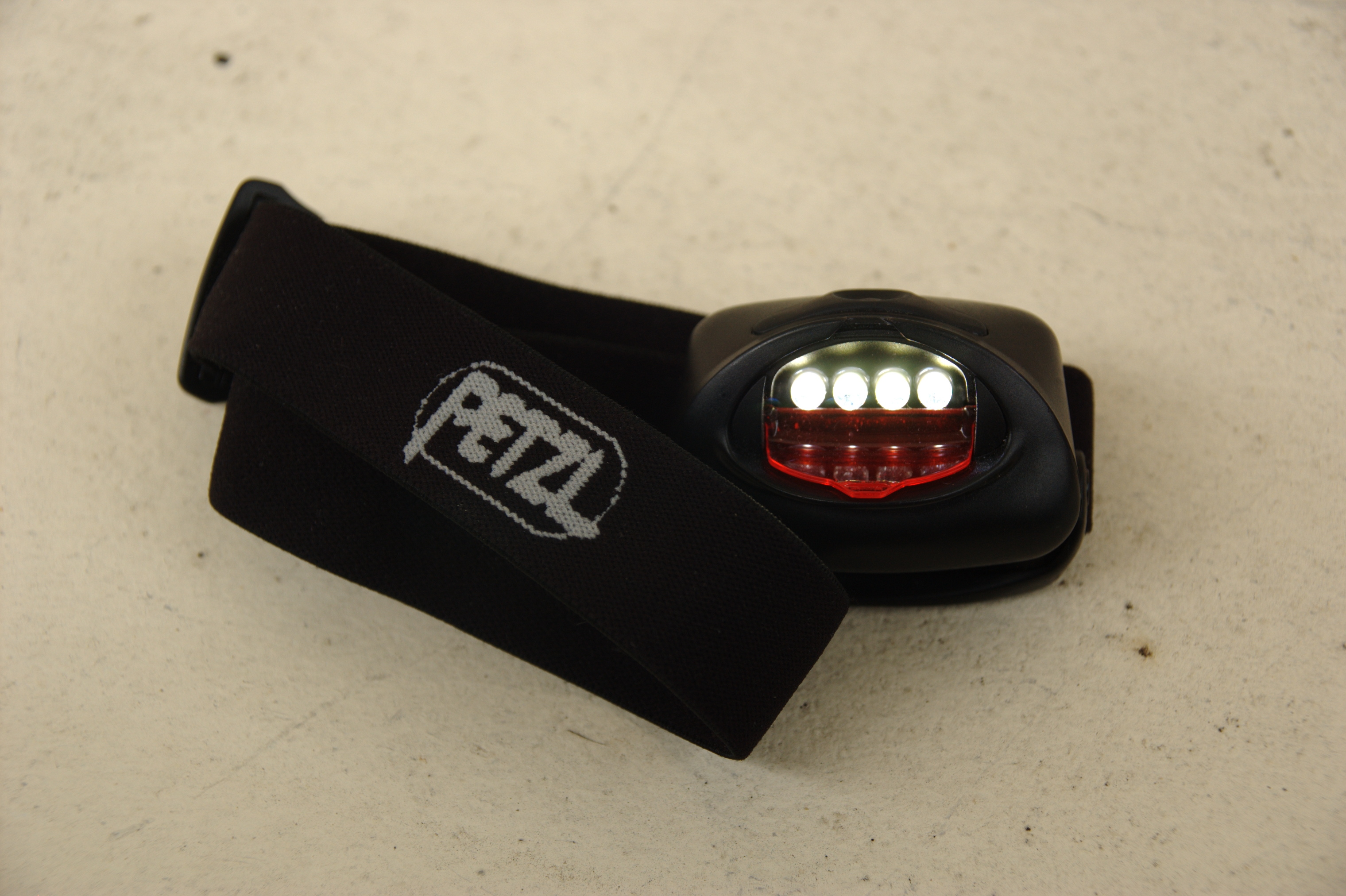
Frontale de type « Tikka » : elle comporte quatre diodes blanches à intensité réglable par paliers.

Petzl fabrique des lampes frontales pour le plein air (montagne, trekking, spéléo, trail running, voile), l'industrie et l'armée.
C'est Fernand Petzl qui a eu l'idée de fixer la source d'énergie sur le même support que le foyer lumineux, perfectionnant ainsi la lampe frontale. L'usage de sources d'énergie compactes (notamment les piles de petite taille) a facilité cette transition.
En 2000, Petzl commercialisait la Tikka, première lampe grand public à utiliser des diodes électroluminescentes. Elles permettent un éclairage puissant pouvant être maintenu pendant plusieurs dizaines d'heures. Par son extrême compacité et son design, la Tikka fut un succès commercial bien au-delà du monde de la montagne. Aujourd'hui, la lampe frontale Nao adapte instantanément l'éclairage aux besoins de l'utilisateur.

### Fabrication et distribution
La fabrication des produits se répartit sur quatre sites de production : 
- en France : Crolles (siège social), Eybens et Rotherens[2]
- en Malaisie : Petzl Manufacturing Malaysia[15],[1]

Les produits Petzl sont distribués dans plus de cinquante pays à travers des filiales commerciales (États-Unis, Espagne, Allemagne) et un réseau de distribution.

### Formation
Depuis l'origine, Petzl s’est aussi fait connaître pour les informations techniques délivrées aux utilisateurs au moyen de schémas présents dans ses notices,. Ces dessins pédagogiques ont souvent été repris dans des manuels d'alpinisme et de sécurité.
L’entreprise propose également des stages de formation, notamment aux professionnels (secouristes, travailleurs en hauteur, gestionnaires de parcs d’équipements de protection individuelle). Ces formations sont dispensées au sein d’un centre de formation installé à Crolles (siège social de l’entreprise) et dans chaque grande zone de distribution grâce à un réseau de partenaires.

### Recherche et développement
En 2020, Petzl compte plus de 600 brevets déposés. L'entreprise consacre chaque année plus d'un million d'euros dans la protection intellectuelle.

## Communication
L'entreprise a créé une équipe d’une quarantaine d’athlètes et ambassadeurs, parmi lesquels les grimpeurs Chris Sharma, Lynn Hill, Nina Caprez, les alpinistes Ueli Steck, François Damilano, les traileurs Kílian Jornet, Sébastien Chaigneau et François D'Haene, l’explorateur Mike Horn ou encore les spéléologues Phil Bence et Olivier Testa.
Elle organise également des rassemblements annuels de pratiquants : le Petzl RocTrip pour les grimpeurs, le Petzl RopeTrip pour les professionnels de l’accès sur corde.